# Графиня з Гонконгу
«Графиня з Гонконгу» (англ. A Countess From Hong Kong) — американська комедійна мелодрама режисера Чарльза Чапліна 1967 року.
«Графиня з Гонконгу» — останній фільм Чарльза Чапліна, другий з двох фільмів, де він не виконав головної ролі і єдиний його кольоровий фільм. Критика холодно зустріла останню роботу великого режисера, але пісня, написана ним для фільму, і зараз є популярною.

## Сюжет
Результатом двох світових воєн для Гонконга явився небувалий приплив емігрантів. Наташа Александрова, молода графиня з Росії, втікши до Шанхаю чотирнадцятирічною дівчинкою, стала коханкою гангстера. Тепер вона змушена заробляти собі на хліб сумнівним ремеслом танцівниці. І ось доля посилає їй шанс в особі сина нафтового магната, американського дипломата Огдена Мірса.
Якось раз, неабияк погулявши, Огден повертається на розкішний лайнер у свою каюту-люкс, де виявляє там Наташу. Незручне становище, в яке потрапляє Мірс, посилюється не тільки звісткою про призначення його послом Сполучених Штатів в Аравії, а й невідворотною перспективою зустрічі із законною дружиною.

## У ролях
- Марлон Брандо — Огден Мірс
- Софі Лорен — Наташа
- Сідней Ерл Чаплін — Гарві
- Тіппі Хедрен — Марта
- Патрік Каргілл — Хадсон
- Джеральдіна Чаплін — дівчина на танцях (в епізоді)
- Чарльз Чаплін — старий стюард (в епізоді)
- Маргарет Рутерфорд — міс Голсволлоу

## Цікаві факти
- «Графиня з Гонконгу» став першим фільмом Тіппі Хедрен після розриву з Альфредом Гічкоком. Акторка покладала великі надії на цей фільм, але побачивши сценарій, зрозуміла що гратиме епізодичну роль дружини головного героя і була розчарована.